# مايكل هيل (تنس)
مايكل هيل (بالإنجليزية: Michael Hill)‏ مواليد 30 يونيو 1974 في سيدني، هو لاعب كرة مضرب أسترالي سابق بدأ مسيرته كمحترف سنة 1997 وكان يلعب باليد اليمنى، اعتزل اللعب في 2005. أعلى تصنيف له في الفردي كان المركز الـ 168. أعلى تصنيف له في الزوجي كان 18.

## روابط خارجية
- مايكل هيل على موقع رابطة محترفي التنس (الإنجليزية)
- مايكل هيل على موقع الاتحاد الدولي لكرة المضرب (الإنجليزية)
- مايكل هيل على موقع خلاصة التنس.كوم (الإنجليزية)